# Vooruit (journal)
Pour les articles homonymes, voir Vooruit.
Vooruit (en français : « En avant ») est un ancien quotidien belge de langue néerlandaise et de tendance socialiste.

## Histoire
Le journal a été fondé en 1884 à Gand par Édouard Anseele et est issu de la société coopérative homonyme. Au début, pour des raisons financières, Anseele était à la fois rédacteur en chef et typographe.
Vooruit était lié au POB, le Parti ouvrier belge. Le quotidien Het Volk a été fondé en 1890 pour être le contrepoids catholique de Vooruit.
Durant les deux Guerres mondiales, le journal était autorisé et a pu être imprimé normalement. À son apogée, dans les années cinquante, Vooruit avait un tirage de 56 000 exemplaires.
Après une fusion en 1978 avec la Volksgazet, Vooruit a continué sous le titre De Morgen. Le nom Vooruit s’est dès lors perpétué comme titre de l’édition régionale du Morgen dans les arrondissements de Gand et d’Eeklo.
Après le rachat du Morgen et de l’Antwerpse Morgen en 1989 par De Persgroep, Vooruit a subsisté comme journal régional jusqu’en 1991.